# Poilannammia
Poilannammia är ett släkte av tvåhjärtbladiga växter. Poilannammia ingår i familjen Melastomataceae.
Kladogram enligt Catalogue of Life:
| Poilannammia | \| \| Poilannammia allomorphioidea \| \| \| \| \| \| Poilannammia costata \| \| \| \| \| \| Poilannammia incisa \| \| \| \| \| \| Poilannammia trimera \| \| \| \| |
|              | \| \| Poilannammia allomorphioidea \| \| \| \| \| \| Poilannammia costata \| \| \| \| \| \| Poilannammia incisa \| \| \| \| \| \| Poilannammia trimera \| \| \| \| |
|              | Poilannammia allomorphioidea |
|              | |
|              | Poilannammia costata |
|              | |
|              | Poilannammia incisa |
|              | |
|              | Poilannammia trimera |
|              | |